# Medal za Pracę przy Realizacji Reformy Uwłaszczeniowej w Królestwie Polskim
 Medal za Pracę przy Realizacji Reformy Uwłaszczeniowej w Królestwie Polskim (ros. Медаль «За труды по устройству крестьян в Царстве Польском») – rosyjskie odznaczenie państwowe.

## Historia
Odznaczenie zostało ustanowione ukazem cara Aleksandra II dla wyróżnienia urzędników państwowych za pracę przy Reformie Uwłaszczeniowej w Królestwie Polskim w latach 1864–1865. Medal ten nawiązywał do wcześniej ustanowionego w 1863 roku Medalu za Pracę przy Realizacji Reformy Uwłaszczeniowej, którym wyróżniano urzędników za pracę przy reformie uwłaszczeniowej w Imperium Rosyjskim, która jednak nie obejmowała Królestwa Polskiego. Medal miał dwa stopnie: Złoty i Srebrny Medal.

## Zasady nadawania
Odznaczenie było nadawane urzędnikom państwowym Imperium Rosyjskiego, którzy wyróżnili się w pracy przy przeprowadzeniu reformy uwłaszczeniowej zarządzonej ukazem z dnia 6 lutego?/18 lutego 1864 o przeprowadzeniu Reformy Uwłaszczeniowej w Królestwie Polskim w latach 1864–1865.
Zgodnie z ukazem złoty medal nadawany był urzędnikom nie niższej rangi niż IV, a srebrny medal urzędnikom od V do VII rangi.
Łącznie nadano: 100 złotych i 650 srebrnych medali.

## Opis odznaki
Odznaka odznaczenia została wykonana ze złota – złoty medal i srebra – srebrny medal. Jest ona okrągła i ma średnicę 28 mm. Nad krążkiem znajduje się korona carska, na awersie widoczna w całości, na rewersie gładka. Oba stopnie miały identyczny wygląd.
Na awersie w środku odznaki znajdują się profile cesarzy: Mikołaja I i Aleksandra II. Z lewej strony data «26 мая/7 июня 1846 ГОДА» (pol. 26 maja/7 czerwca 1846 roku) – data ukazu o częściowym zniesieniu obciążeń pańszczyźnianych w Królestwie Polskim wprowadzona przez cara Mikołaja I, a z prawej strony data «19 февраля/2 марта 1864 ГОДА» (pol. 19 lutego/2 marca 1864 roku) – data ukazu cara Aleksandra II o zniesieniu pańszczyzny w Królestwie Polskim. Pod wizerunkami znajdują się litery rosyjskie «Р.Н.К.» będące skrótem od nazwiska medaliera „резал Николай Козин” (pol. rzeźbił Nikołaj Kozin), twórcy wzoru awersu medalu.
Na rewersie odznaki na środku znajduje się napis ЗА ТРУДЫ ПО УСТРОЙСТВУ КРЕСТЬЯНЪ ВЪ ЦАРСТВѢ ПОЛЬСКОМЪ (pol. Za Pracę przy Realizacji Reformy Uwłaszczeniowej w Królestwie Polskim).
Medal zawieszony jest na wstążce orderu św. Aleksandra Newskiego, koloru czerwonego.